# Söllbach (Tegernsee)

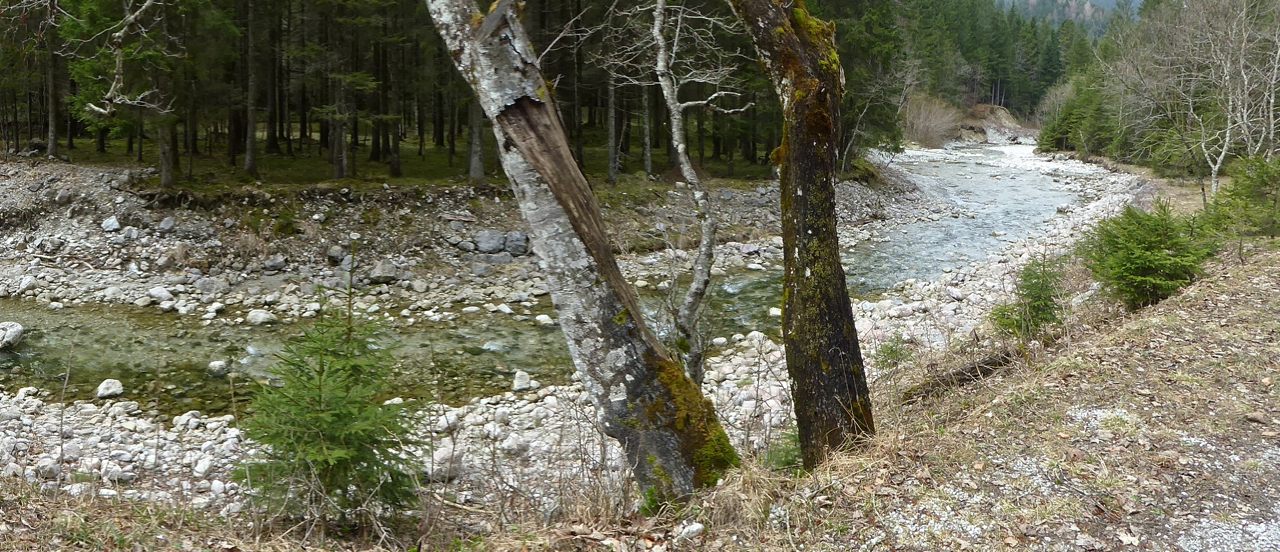
Oberes Söllbachtal

Der Söllbach ist ein 13,0 km langer Gebirgsbach in Bayern und nach der Weißach gemessen an seiner Länge der zweit-, gemessen an seinem Teileinzugsgebiet nach zusätzlich noch der Rottach der drittgrößte Zufluss des Tegernsees, in den er nach insgesamt etwa nordöstlichem Lauf in Bad Wiessee mündet.

## Geographie

### Oberläufe
Der größere Oberlauf Gurnbach des Söllbachs entsteht unterhalb des Seekarkreuz-Gipfels (1601 m ü. NHN), an dessen Ostabfall die Quelle seines längsten Quellbachs auf rund 1455 m ü. NHN über der Rauhalm von Lenggries entspringt. Der Gurnbach fließt zunächst in gewundenem Lauf ungefähr ostwärts, überschreitet nach der oberen Waldgrenze die Gemeinde- und Kreisgrenze von Lenggries im Landkreis Bad Tölz-Wolfratshausen zu Kreuth im Landkreis Miesbach und erreicht dann weniger als zweieinhalb Kilometer östlich der genannten höchsten Quelle vor dem Wasserwerk an der Gurnbach-Holzerstube den Grund des Hochtals, in dem der Schwarzenbach südostwärts zur Weißach zieht. Der Gurnbach selbst dagegen knickt dort auf etwa 1030 m ü. NHN nach Norden ab.
Nach etwa einem Kilometer in dieser neuen Richtung fließt er auf 971 m ü. NHN mit dem kürzeren und einzugsgebietsärmeren Raffelgraben zusammen, der mit seinem längsten Oberlauf an der Ostseite des Sattels zwischen Brandkopf (1569 m ü. NHN) und Spitzkamp (1603 m ü. NHN) auf bis zu 1496 m ü. NHN entsteht, auf dem ersten halben Kilometer seines recht beständig ostwärts ziehenden Laufs bis zur Mühltalalm jedoch unbeständig ist. Mit dem Zusammenfluss beider Oberläufe entsteht der Söllbach genannte Laufabschnitt, der zunächst in der Zuflussrichtung des Gurnbachs weiterläuft.

### Verlauf
Der Söllbach nimmt auf seinen ersten etwa anderthalb Kilometern von Osten nach der Luckengrabenalm den Luckengraben auf, der nördlich der Spitze des Hirschbergs entsteht, danach den auf der Gemeindegrenze zu Bad Wiessee von Westen nahenden Stinkergraben, so benannt wegen des Geruchs, den der Abfluss einer Schwefelwasserquelle am Mittellauf dem Bach gibt.
Ab dort folgt diese Grenze zunächst dem nun nach Nordosten schwenkenden Bachlauf, der von links vom Neuhüttengraben, von rechts vom kleinen Windberggraben und wieder von Westen vom Scheibengraben gespeist wird, der am Südostabhang des Fockensteins (1564 m ü. NHN) entsteht. Am Zufluss der kurz nacheinander vor und nach einem Wasserwerk mündenden Bäche Wurzengraben von Süden und Aueralpengraben von Westen läuft der Söllbach dann schon innerhalb des Wiesseer Gemeindegebietes.
Kurz vor und nach einem dritten Wasserwerk münden danach auf Höhen zwischen 810 und 805 m ü. NHN der Mühlbach von rechts sowie der Saurüsselgraben und der Bucherschlaggraben von links, dieser ist der letzte nennenswerte Zufluss des nach weiteren etwa anderthalb Kilometern schlingenreichen Laufs aus dem Talwald in den Siedlungsbereich des Baches, der nun in flachen in den Ort Bad Wiessee am Tegernseeufer eintritt. In Bad Wiessee unterquert der offen laufende Bach die Bundesstraße 318. Er mündet schließlich an der Spitze des Schwemmfächers, den er nasenartig in den See hinein aufgeschüttet hat, im Ortsteil Abwinkel in den 726 m ü. NHN hoch stehenden Tegernsee. An der Mündung stehen eine Fischbrutanstalt des Landesfischereiverbands Oberbayern und ein öffentlich zugängliches Großaquarium mit einheimischen Fischen des Tegernsees.
Der 13,0 km lange Gewässerzug aus Gurnbach und Söllbach mündet etwa 729 Höhenmeter unter der höchsten Gurnbach-Quelle und etwa neun Kilometer nordöstlich seines Quellgebiets. Sein mittleres Sohlgefälle auf der Gesamtstrecke liegt etwa bei 76 ‰.

### Einzugsgebiet
Der Söllbach entwässert ein Gebiet von 24,1 Quadratkilometern nördlich des Roßsteins in den Tegernseer Bergen, einen maximal 4,5 km breiten, meist aber schmäleren Schlauch um den etwas nordostwärts ziehenden Gesamtlauf. Höchster Punkt ist der Gipfel des 1620 m ü. NHN Schönbergs an der Südwestspitze. Abgesehen von den höchsten Lagen oberhalb der Baumgrenze und dem relativ breiten Uferstreifen am Tegernsee ist es fast völlig bewaldet.
Vom Schönberg bis zum Fockenberg entwässern die Bäche jenseits des westlichen Kamms, im Wesentlichen der Almbach und der Hirschbach, vor dem Kirchdorf Lenggries zur Isar. Auf dem zweiten Abschnitt der linken Wasserscheide an der Nordwestseite konkurrieren außerhalb erst noch der Steinbach ebenfalls zur Isar nun nach dem Kirchdorf, danach der auch in Bad Wiessee in den Tegernsee mündende Zeiselbach.
Die jenseits der rechten Wasserscheide kurz im Süden, dann lange im Südosten entstehenden Bäche dagegen entwässern fast bis zuletzt alle zum größten Tegernsee-Zufluss Weißach, die größten darunter sind nacheinander der Schliffbach, der Schwarzenbach, der Gschwendgraben und der selbst nur auf dem Grund des Weißachtals laufende, aber einige Bergbäche aufnehmende Wiesengraben.

### Zuflüsse
- Gurnbach, rechter Hauptstrang-Oberlauf
- Raffelgraben, linker Nebenstrang-Oberlauf
- Luckengraben, von rechts an der Luckengrabenalm
- Stinkergraben, von links
- Neuhüttengraben, von links
- Windberggraben, von rechts
- Scheibengraben, von links
- Wurzengraben, von rechts
- Aueralpengraben, von links
- Mühlbach, von rechts
- Saurüsselgraben, von links
- Bucherschlaggraben, von links

## Abfluss
Der Söllbach führt bei normalem Abfluss nur rund einen Kubikmeter Wasser pro Sekunde. Wegen des starken Gefälles und der daraus sich ergebenden hohen Fließgeschwindigkeit treten aber nach starkem Regen im Mündungsgebiet Abflussmengen von 20 m³/s auf, ein Maximum von mehr als 44,1 m³/s wurde am 21. Mai 1999 gemessen. In den Jahren 2006 und 2007 sind deshalb umfangreiche Baumaßnahmen zum Schutz gegen Verklausung und zum Uferschutz unternommen worden.
Der Wasserstand des Söllbachs wird über einen Pegel der staatlichen bayerischen Wasserwirtschaftsverwaltung erfasst und per Datenfernübertragung ausgelesen. Die amtliche Messanlage mit einem Pegelnullpunkt von 731,19 Metern über Normalnull steht rund 350 Meter vor der Mündung in den Tegernsee. Der mittlere Wasserstand liegt bei 20 Zentimetern, beim Hochwasser vom Mai 1999 wurde ein Höchststand von 1,73 Meter erreicht.